# اسلان كيريموف
اسلان كيريموف (1 يناير 1973 بباكو في أذربيجان - ) هو مدرب كرة قدم ولاعب كرة قدم أذربيجاني في مركز الوسط. شارك مع منتخب أذربيجان لكرة القدم. أما مع النوادي، فقد لعب مع بالتيكا كالينينغراد ونادي باكو ونادي شامكير ونادي قره باغ ونادي كاباز ونادي نيفتشي باكو وAzeri Baku FK ‏ وANS Pivani Bakı FK ‏ ونادي سومقاييت.

## وصلات خارجية
- اسلان كيريموف على موقع الاتحاد الدولي (مؤرشف)  (الإنجليزية)
- اسلان كيريموف على موقع قاعدة بيانات كرة القدم.إي يو (الإنجليزية)
- اسلان كيريموف على موقع ناشيونال فوتبول تيمز (الإنجليزية)